# Aristolochia steupii
Aristolochia steupii är en piprankeväxtart som beskrevs av Jurij Nikolajevitj Voronov. Aristolochia steupii ingår i släktet piprankor, och familjen piprankeväxter. Inga underarter finns listade i Catalogue of Life.